# Новий Берестовець
Но́вий Берестове́ць — село в Рівненському районі Рівненської області (Україна).
Населення — 257 осіб.

## Географія
Біля села розташоване Івано-Долинське родовище базальтів, на базі якого діє геологічний заказник «Базальтові стовпи» (біля села Базальтове). Село розташоване на лівому березі річки Боркова.

## Історія
У 1906 році колонія Підлужанської волості Рівненського повіту Волинської губернії. Відстань від повітового міста 34 верст, від волості 17. Дворів 9, мешканців 73.